# Zhou Feng
Zhou Feng (Dandong, 12 de septiembre de 1993) es una deportista china que compite en lucha libre.
Ganó una medalla de bronce en el Campeonato Mundial de Lucha de 2018 y cuatro medallas en el Campeonato Asiático de Lucha entre los años 2014 y 2018.
En los Juegos Asiáticos obtuvo dos medallas de oro, en los años 2014 y 2018.

## Palmarés internacional
| Campeonato Mundial  | Campeonato Mundial      | Campeonato Mundial | Campeonato Mundial |
| Año                 | Lugar                   | Medalla            | Categoría          |
| ------------------- | ----------------------- | ------------------ | ------------------ |
| 2018                | Budapest (Hungría)      | Medalla de bronce  | 68 kg              |
| Juegos Asiáticos    |                         |                    |                    |
| Año                 | Lugar                   | Medalla            | Categoría          |
| 2014                | Incheon (Corea del Sur) | Medalla de oro     | 75 kg              |
| 2018                | Yakarta (Indonesia)     | Medalla de oro     | 68 kg              |
| Campeonato Asiático |                         |                    |                    |
| Año                 | Lugar                   | Medalla            | Categoría          |
| 2014                | Astaná (Kazajistán)     | Medalla de plata   | 75 kg              |
| 2015                | Doha (Catar)            | Medalla de oro     | 69 kg              |
| 2017                | Nueva Delhi (India)     | Medalla de bronce  | 69 kg              |
| 2018                | Biskek (Kirguistán)     | Medalla de oro     | 68 kg              |